# Péronne-en-Mélantois

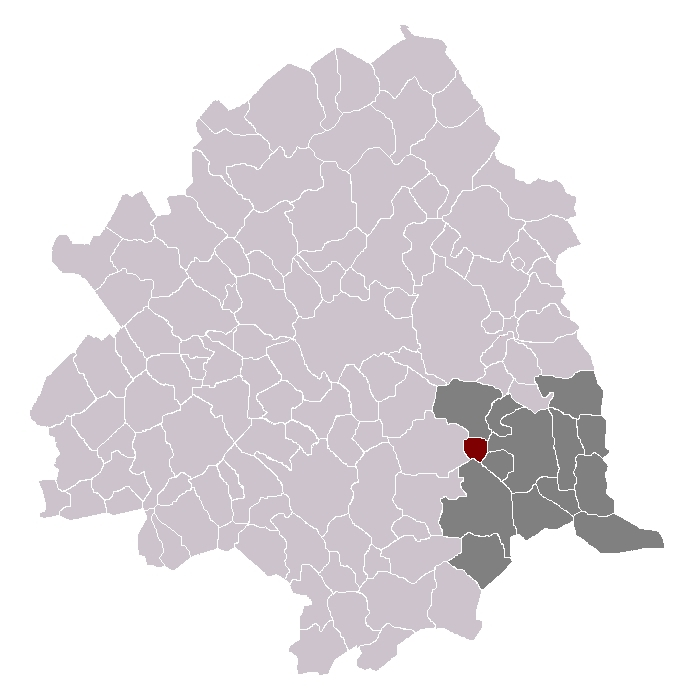
Ubicació de Péronne-en-Mélantois dins del cantó i el districte

Péronne-en-Mélantois és un municipi francès, situat a la regió dels Alts de França, al departament del Nord. L'any 2006 tenia 867 habitants. Limita al nord amb Sainghin-en-Mélantois, a l'oest amb Fretin, a l'est amb Cysoing, al sud amb Templeuve-en-Pévèle i al sud-est amb Louvil.

## Demografia
| 1962                                       | 1968 | 1975 | 1982 | 1990 | 1999 | 2006 |
| ------------------------------------------ | ---- | ---- | ---- | ---- | ---- | ---- |
| 420                                        | 456  | 529  | 567  | 681  | 774  | 867  |
| Des de 1962: població sense dobles comptes |      |      |      |      |      |      |

## Administració
| Període | Identitat        | Partit |
| ------- | ---------------- | ------ |
| 2001-   | Damien Castelain |        |